# De raaf en de vos
De raaf en de vos is een volksverhaal uit Indonesië, niet te verwarren met de gelijknamige fabel van Aisopos en Jean de La Fontaine (hoewel er overeenkomsten zijn).

## Het verhaal
In een land is al lang geen regen gevallen, de mensen vechten bij de rivieren om water en proberen met rituelen de regen op te roepen. Een vermoeide vos gaat onder een boom zitten en hij valt in slaap. Hij droomt over een hert, maar dan schrikt hij wakker en ziet een raaf met een rat. Hij spreekt de raaf aan en deze wil niet antwoorden, omdat de rat dan uit zijn snavel zal vallen. De vos vertelt dat hij van de koning van het bos hoorde dat de koningin erg ziek is. Dokter slang vertelde dat genezing alleen mogelijk was als er een raaf voor haar zou zingen, het lied is in de droge tijd mooier dan die van een nachtegaal. De raaf doet zijn snavel open en de rat valt.
De vos slikt de rat door zonder te kauwen, maar het dier blijft steken. Uitspuwen lukt net zomin als doorslikken. De vos heeft water nodig, maar de rivier is droog...
De Raaf kijkt nog eens goed naar de vos maar, alhoewel hij van vossen houdt kan hij maar één dier echt volgen. Een vos is sluw en dat kan de raaf wel waarderen. Katten liggen hem ook na aan zijn Ravenhart. Maar die zijn te gemakkelijk om de tuin te leiden. Dus kiest de Raaf toch weer voor zijn vaste maatje, zijn symbiotische liefde: de Wolf. Zij kunnen niet zonder elkaar, wat er ook gebeurt.
De Raaf neemt met weemoed en liefde afscheid van de uitdrogende Vos. Maar de Wolf trekt hem meer, Raaf kan er niks aan doen. Hij móet voor de Wolf kiezen. 'Arme Vos' denkt Raaf nog. En hij klapwiekt krachtig weg. 'Kaaaaa lere', denkt hij nog. Kaaaaa.

## Achtergronden
- De vos speelt vaak een rol in volksverhalen, zoals in de sprookjes De bruiloft van vrouw Vos, De vos en het paard, De vos en de ganzen, De wolf en de vos, De vos en de kat, De vos en de moeder van zijn petekind, Duimpje de wereld in, De oude Sultan en De wonderlijke speelman. Zie ook De ooievaar en de vos, kitsune en vossegeest.
- Zie ook De Chinese nachtegaal.